# 986
Rok 986 (římskými číslicemi: CMLXXXVI) započal podle juliánského kalendáře v pátek. Jedná se o nepřestupný rok. 
Podle islámského kalendáře započal dne 19. května rok 376. Podle židovského kalendáře se přelomily roky 4 746 a 4 747. 

## Narození

#### Pravděpodobně narození
- Poppo Babenberský, rakouský šlechtic a trevírský arcibiskup († 16. června 1047)

## Úmrtí
- 2. března – Lothar I. Francouzský, západofranský král (* 941)
- 25. května – Abdurrahmán ibn Umar as-Súfí, perský astronom.
- ? – Harald I., dánský král (* 911)

## Hlavy států
- České knížectví – Boleslav II.
- Papež – Jan XV.
- Svatá říše římská – Ota III.
- Anglické království – Ethelred II.
- Skotské království – Kenneth II.
- Polské knížectví – Měšek I.
- Západofranská říše – Lothar I. – Ludvík V. Francouzský
- Uherské království – Gejza
- První bulharská říše – Roman I. Bulharský
- Byzanc – Basileios II. Bulharobijce